# (6039) Parmenides
(6039) Parmenides (1989 RS) – planetoida z pasa głównego asteroid okrążająca Słońce w ciągu 6,32 lat w średniej odległości 3,42 j.a. Odkryta 3 września 1989 roku.